# Nasoona coronata
Nasoona coronata là một loài nhện trong họ Linyphiidae.
Loài này thuộc chi Nasoona. Nasoona coronata được Eugène Simon miêu tả năm 1894.